# Mosquée Hassan Pacha (La Canée)
Ne doit pas être confondue avec la mosquée Hassan Pacha à Oran ou la mosquée de Gâzi Hassan Pacha à Kos.
La mosquée Hassan Pacha (en grec moderne Τζαμί του Κιουτσούκ Χασάν (Dzami tou Kioutsouk Khasan), appelée également mosquée du bord de mer (en grec moderne : Γιαλί Τζαμί (Yali Dzami), du turc « Yalı Camii », littéralement Mosquée de la rive) ou encore mosquée des janissaires (Τζαμί των Γενίτσαρων (Dzami ton Yenitsaron)) est une mosquée ottomane qui s'élève dans le port vénitien de la ville de La Canée en Crète. 
Elle a été construite dans la seconde moitié du XVIIe siècle par un architecte arménien et elle est la première mosquée à avoir été érigée en Crète. Elle est actuellement utilisée comme espace d'exposition.

## Histoire

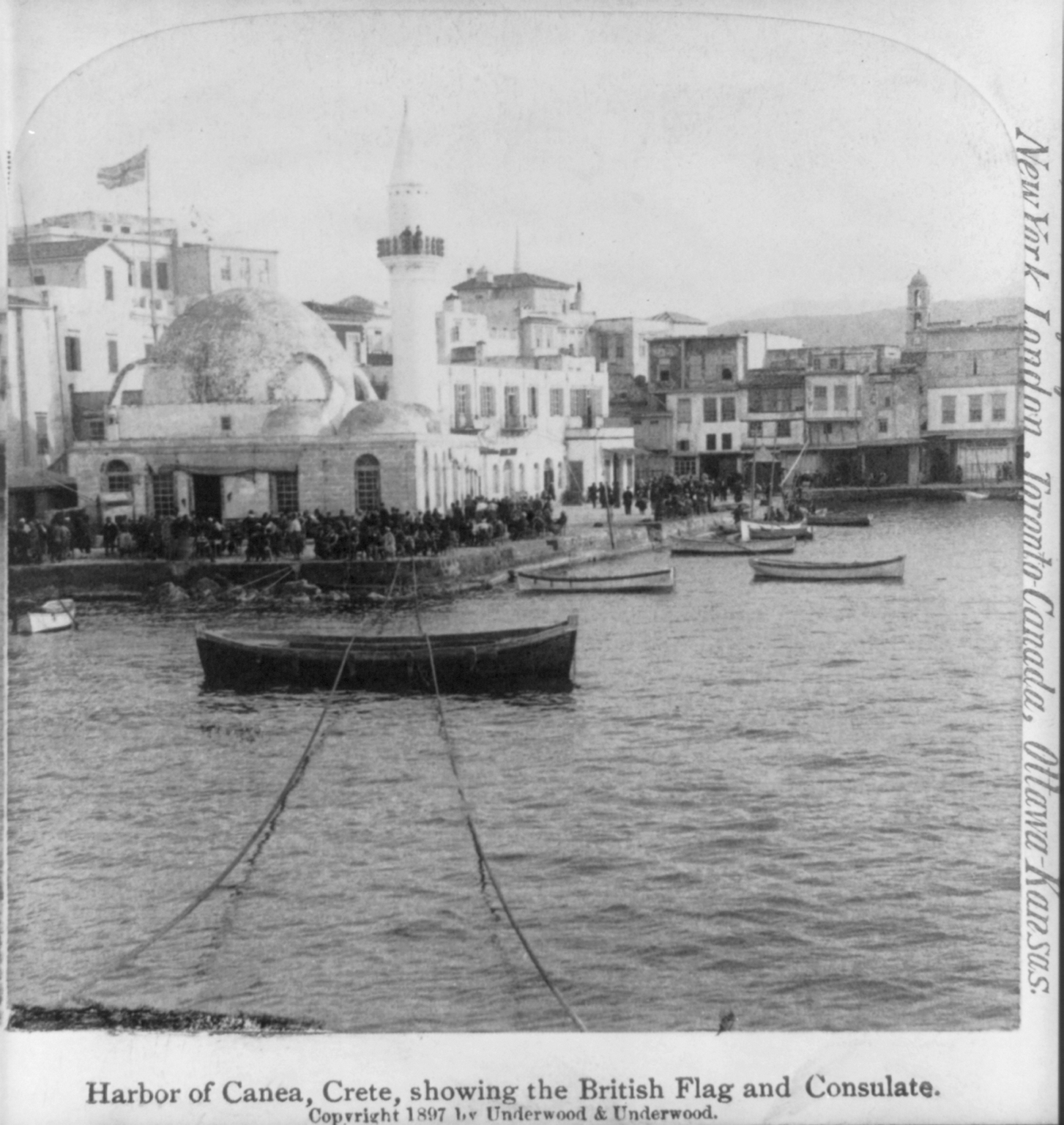
La mosquée à l'époque ottomane, en 1897, avec son minaret de style ottoman.

La mosquée Hassan-Pacha a été construite peu après la conquête ottomane de la ville de La Canée (Hanya en turc) en 1645, en l'honneur de Küçük Hassan Pacha,premier commandant de la garnison turque, sur le site d'une petite église byzantine[réf. nécessaire].
La mosquée a servi de lieu de prière jusqu'en 1923, date à laquelle les habitants turcs de l'île ont émigré à la suite de l'échange de populations entre la Grèce et la Turquie. Après cela, elle a été successivement utilisée comme entrepôt, musée d'art populaire, bureau d'information touristique et comme annexe du musée archéologique de La Canée. Aujourd'hui, elle est devenue un espace d'exposition. 
Le monument fut gravement endommagé par des bombardements au cours de la Seconde Guerre mondiale.

## Architecture
La mosquée est un bâtiment cubique surmonté d'une coupole, contrebutée à l'extérieur par quatre arcs. Ses parties ouest et nord sont entourées d'un portique couvert de sept petites coupoles, percées d'une ouverture à leur sommet. Vers 1880, cette arcades a été masquée par une nouvelle arcade de style néo-classique. 
Elle fait partie des mosquées ottomanes entièrement construites entièrement en pierre, qu'on ne trouve qu'en Crète et à Rhodes — et dont il reste d'ailleurs peu d'exemples,. 
Autrefois, la mosquée était entourée d'une cour et d'un jardin où étaient plantés des palmiers et où lon trouvait un cimetière avec des tombes de différentes pachas et de janissaires. Le minaret de la mosquée Hassan-Pacha a été démoli au XXe siècle, vraisemblablement en 1920 ou en 1939. Lorsque la mosquée a été rénovée dans les années 1960 puis en 1998, il n'a pas été reconstruit.

## Galerie

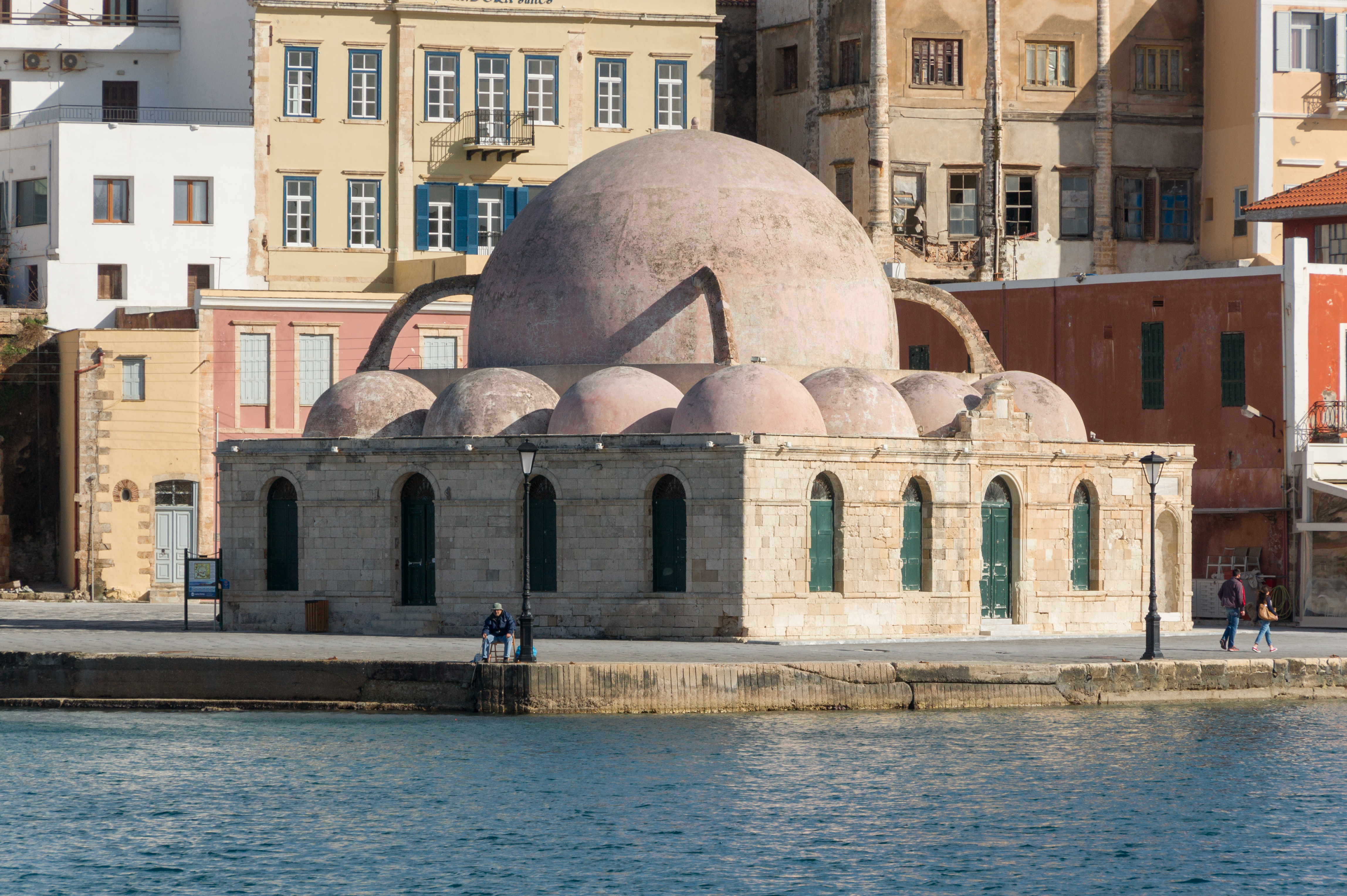
Vue depuis la mer des façades ouest et nord. On voit trois des quatre arcs de contrebutement.
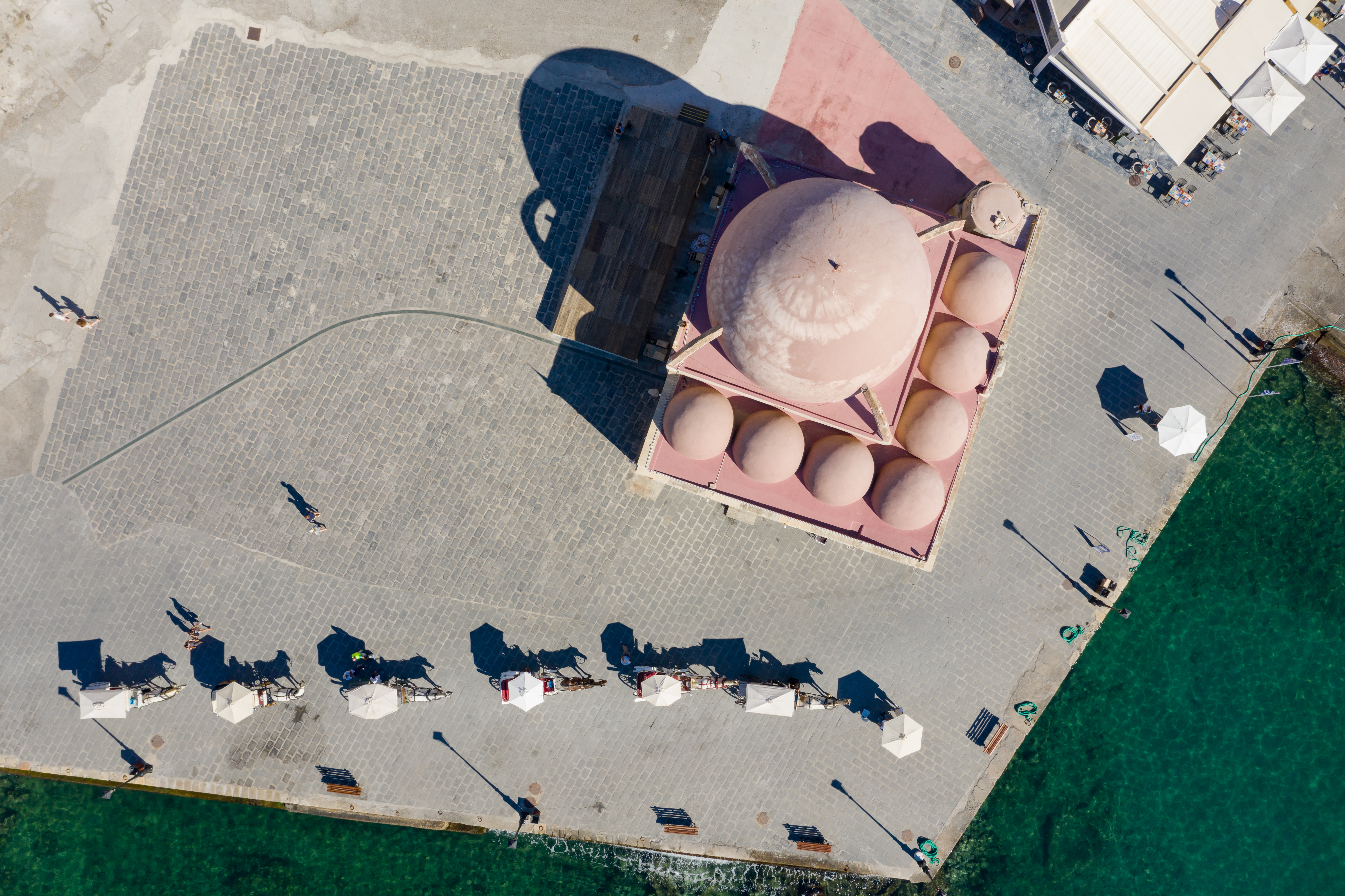
Vue aérienne.
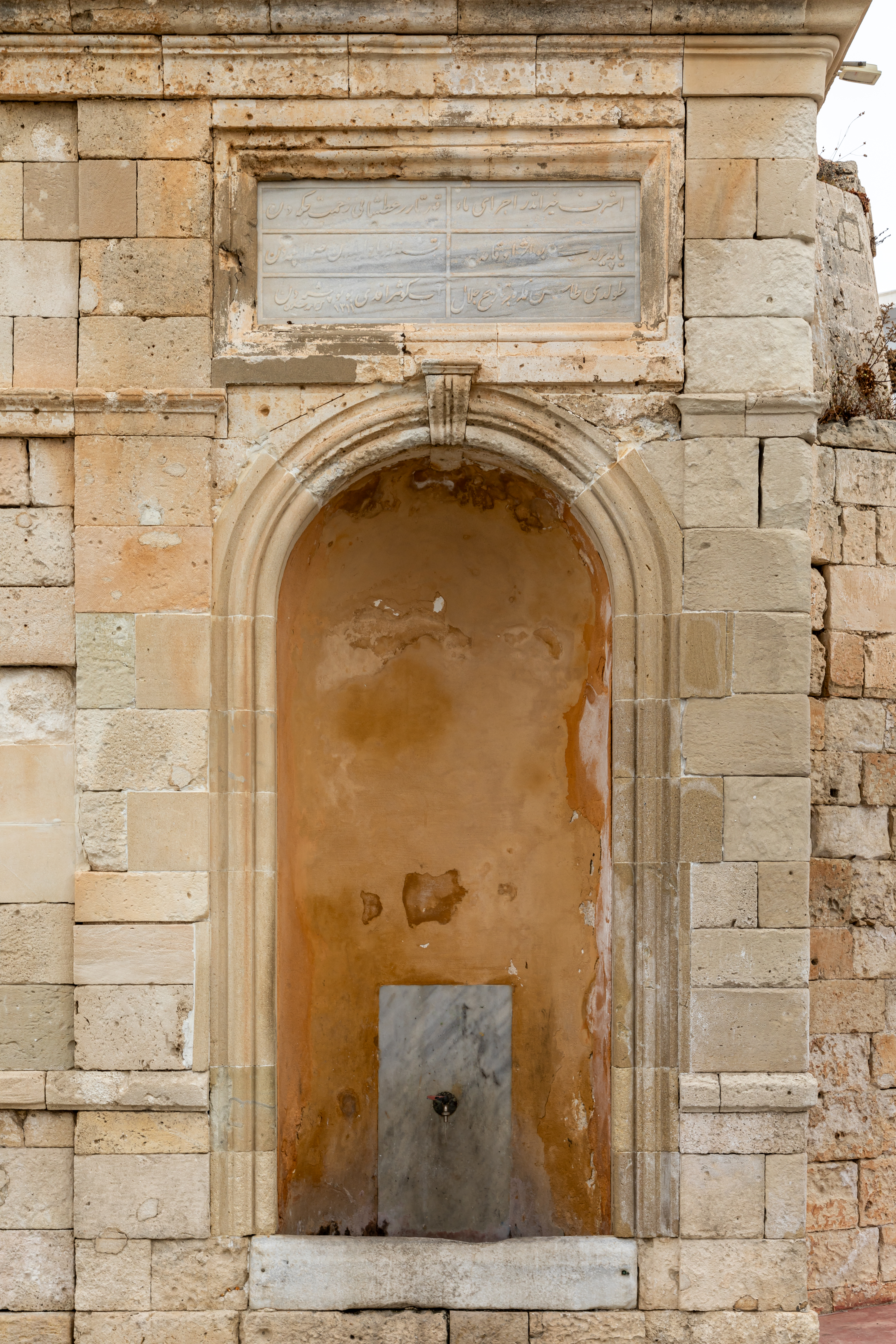
Fontaine pour les ablutions, encadrée par un arc néo-classique. L'inscription donne la date de 1311 (١٣١١) du calendrier hégirien, soit 1893.
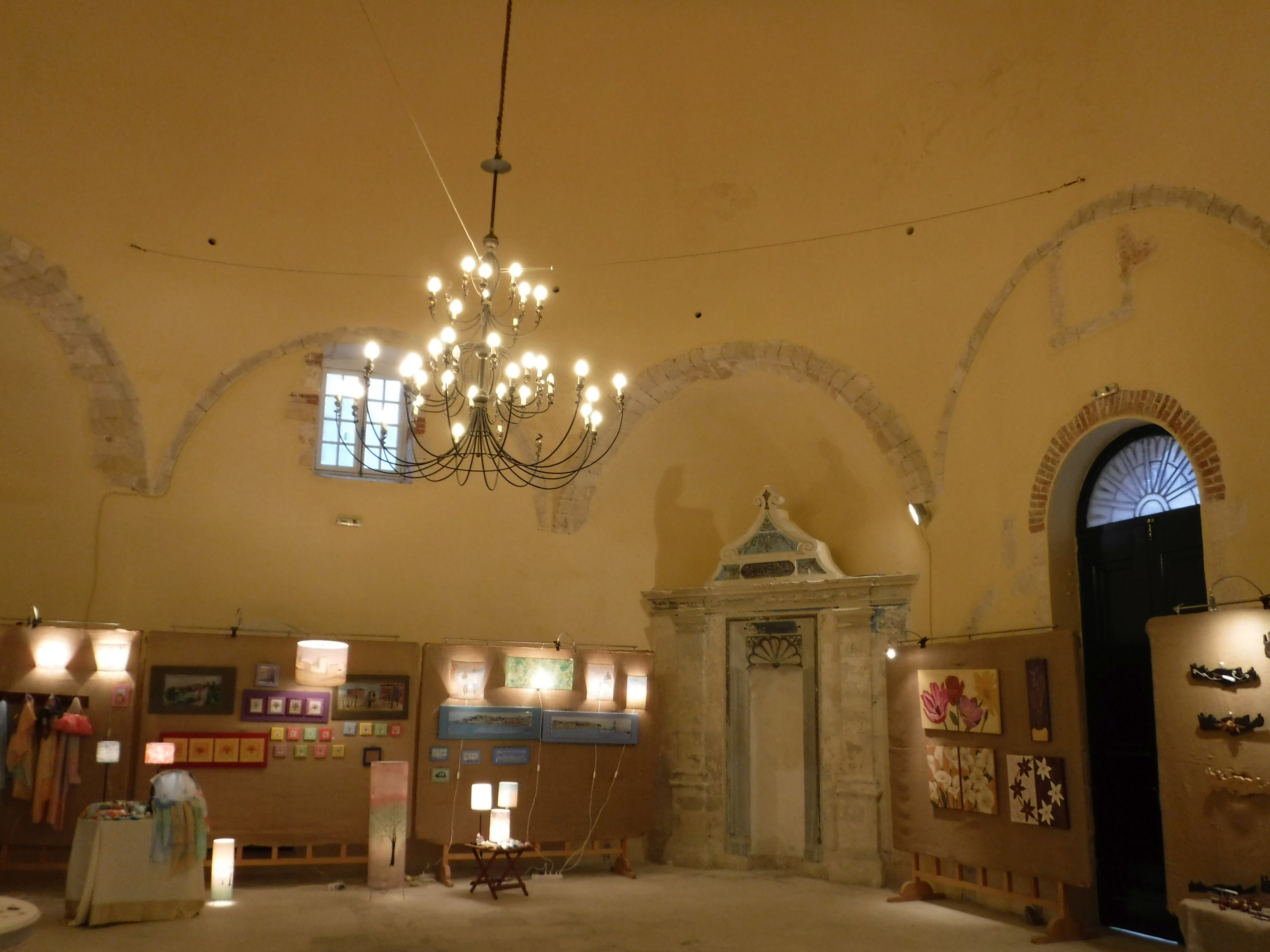
Vue de la salle de prière, aujourd'hui salle d'exposition.
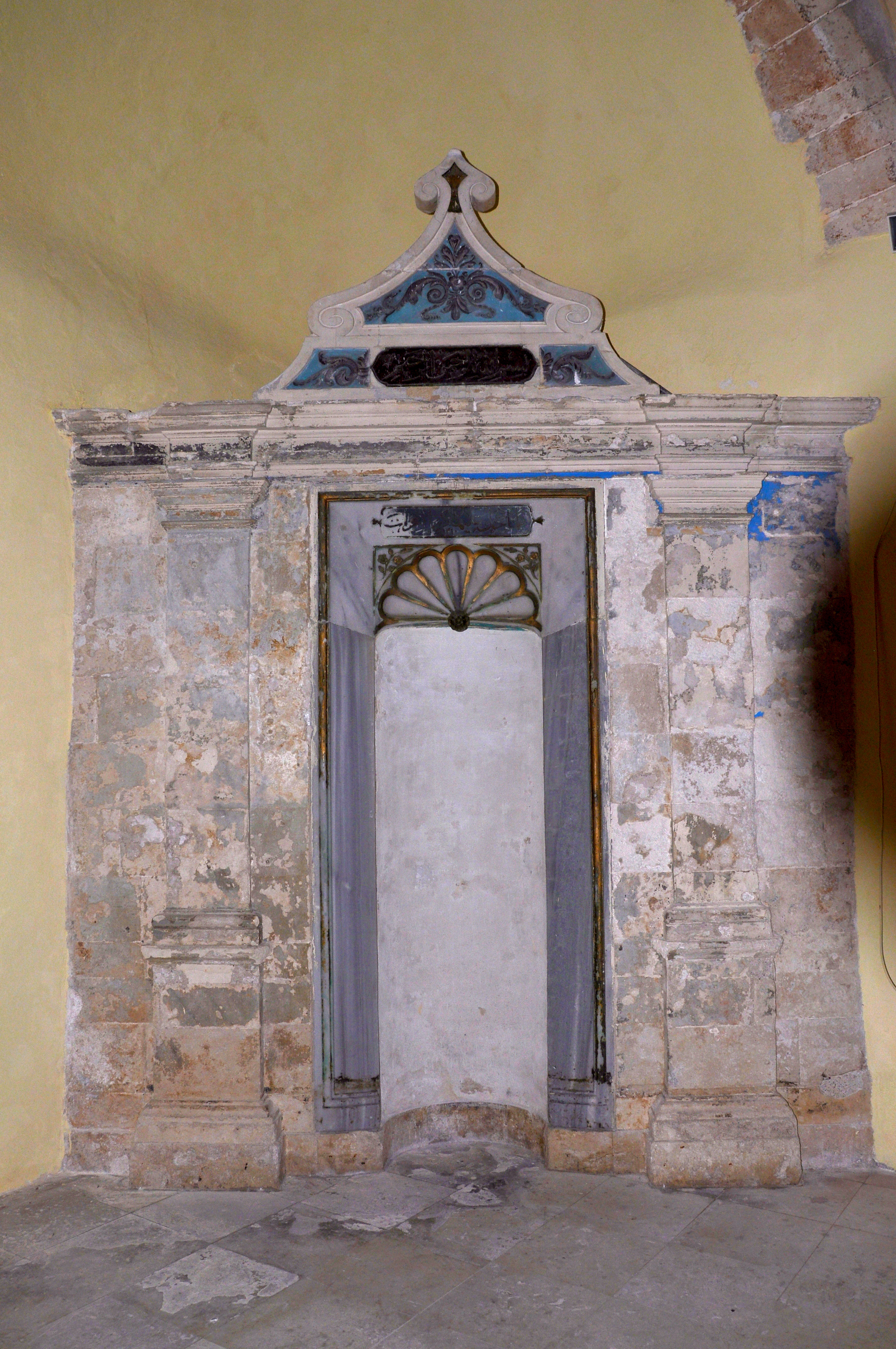
Le mihrab, qui indique la direction de la Mecque.
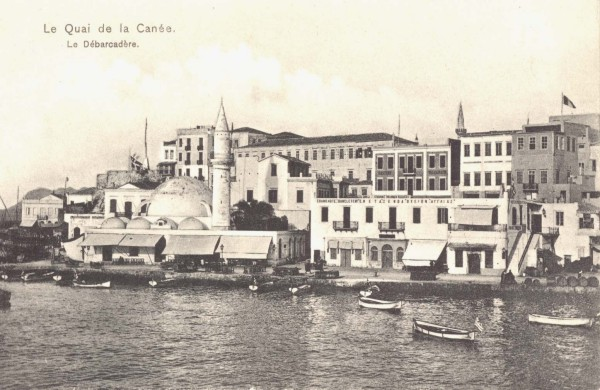
Vue du port et de la mosquée à l'époque de l'occupation ottomane.